# Eduard Wymann

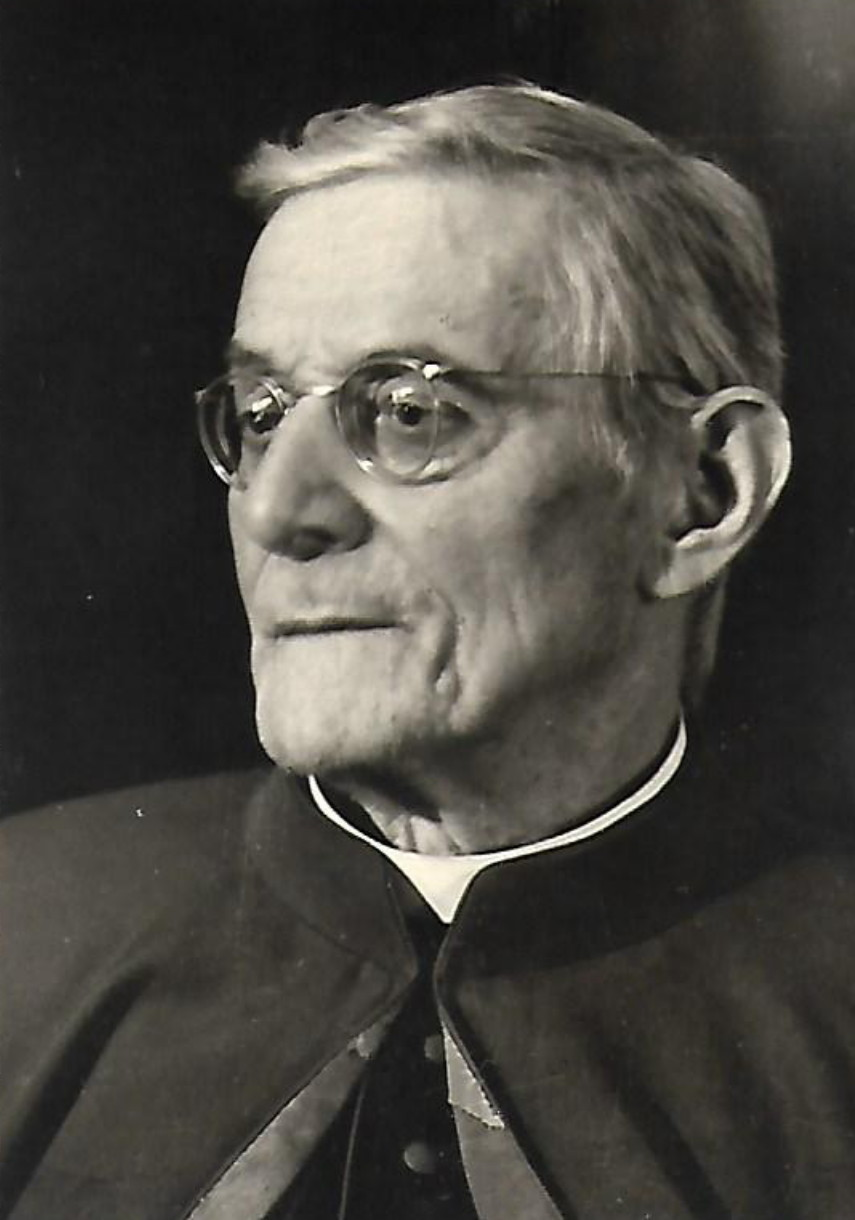
Eduard Wymann (ca. 1950)

Eduard Wymann (* 4. Juni 1870 in Beckenried; † 10. Januar 1956 in Altdorf) war ein Schweizer katholischer Priester, Staatsarchivar des Kantons Uri und Autor historischer, insbesondere kirchengeschichtlicher Aufsätze.

## Leben
Von 1884 bis 1890 besuchte Wymann die Primarschule in seinem Heimatort. Die Gymnasialzeit verbrachte er am Kapuzinerkollegium in Stans (I. und II. Klasse) und an der Benediktiner-Stiftsschule in Engelberg (III. und VI. Klasse). 1890/91 studierte er Philosophie am bischöflichen Lyzeum Eichstätt. Hier war er ein Studiengefährte von Josef Müller, dem späteren Urner Sagensammler, mit dem ihn eine lebenslange Freundschaft verband. Von 1891 bis 1894 setzte er das Studium zum Priesterberuf mit der Theologie am erzbischöflichen Seminar (Helvetisches Kollegium) in Mailand fort, wo es für Schweizer Studenten Freiplätze gab. Im Mailänder Dom erhielt er am 19. Mai 1894 die Priesterweihe, um sich anschliessend bis 1895 mit dem IV. theologischen Kurs im Priesterseminar St. Luzi in Chur GR auf die praktische priesterliche Tätigkeit vorzubereiten.
Im Bistum Chur betätigte er sich 1895 bis 1899 als Pfarrhelfer in Alpnach. Vom Wintersemester 1899/1900 bis zum Sommersemester 1902 studierte er Geschichte an der Universität Freiburg im Üechtland und – bis 1906 – an der Universität Zürich. In Zürich war er gleichzeitig Spiritual am Elisabethenheim. Am 26. Mai 1906 wurde er Staatsarchivar des Kantons Uri und zugleich Schlosskaplan der Edlen von Beroldingen und Inhaber der Schmid’schen Pfrund; für ihn war im Schlösschen Beroldingen ein «Kaplanenstübli» eingerichtet. 1908 erfolgte die Promotion zum Dr. phil. an der Universität Freiburg i. Üe. mit «summa cum laude»; seine Dissertation schrieb er über «Die Schicksale des katholischen Kultus in Zürich seit Ausgang der Reformation bis zur Gründung einer neuen katholischen Pfarrei». 1913 übernahm er nebenamtlich die Redaktion des Historischen Neujahrsblatts des Kantons Uri und wurde 1916 zum Präsidenten des Vereins für Geschichte und Altertümer von Uri gewählt. Ein weiteres Amt hatte er im katholischen Volksverein der Schweiz inne; dort war er Aktuar der Historischen Sektion. Er unternahm Bildungsreisen nach Italien, Frankreich, Palästina und ins Ostjordanland. Er schrieb zahlreiche historische Veröffentlichungen, insbesondere Zeitschriftenaufsätze, zum Teil in italienischer Sprache; schwerpunktmässig beschäftigte er sich mit Karl Borromäus. 1950 ging der als Staatsarchivar in den Ruhestand. Sein Privatarchiv befindet sich unter der Signatur P-112 im Staatsarchiv Uri. Ein Teil seines Nachlasses wird im Staatsarchiv Luzern verwahrt.

## Persönlichkeit
„Prälat Wymann war ein Mensch eigner Prägung, ein Original kostbarster Sorte. Sarkastischer Geist und Fabulierfreude, Verachtung alles Konventionellen und bürokratischer Art kennzeichneten seine Persönlichkeit. Dabei war er von großer Liebenswürdigkeit und seinen Freunden, trotz eines gelegentlichen ‚Kraches‘, in seltener Treue ergeben. Durch großzügige Stiftungen bezeugte er, der persönlich sehr einfach lebte, seine Selbstlosigkeit.“

## Ehrungen
- 1925 Ritter vom Hl. Grab
- 1943 Ehrenbürger von Altdorf UR
- 1944 Päpstlicher Hausprälat
- 1945 Ehrendoktor der Theologie (Universität Freiburg i. Üe.)[5]

## Schriften
- Mitarbeit am Historisch-Biographisches Lexikon der Schweiz (HBLS)
- Discorso sul Collegio Elvetico in Milano nel 1587.  In: Bollettino storico della Svizzera italiana 18 (1896), S. 10–14
- Aus der schweizer. Correspondenz mit Cardinal Carl Borromeo, Erzbischof von Mailand. In: Geschichtsfreund. Mitteilungen des historischen Vereins der fünf Orte Luzern, Uri, Schwyz, Unterwalden und Zug 52 (1897), S. 261–305, 53 (1898), S. 1–100, 54 (1899), S. 1–225
- Die schweizerischen Freiplätze in den erzbischöflichen Seminarien Mailands. In: Monat-Rosen, 44. Jg. (1899/1900), S. 477, 525, 581, 45. Jg. (1900/01), S. 14, 65, 122, 195, 277, 335, 391, 440, 483, 531, 579, 638; auch als Separatdruck (1900)
- Durchzug einer eidgenössischen Gesandtschaft durch Freiburg 1578. In: Freiburger Geschichtsblätter, Bd. 9 (1902), S. 106–112
- Un Ticinese nella scuola del convento di Engelberg. In: Bollettino storico della Svizzera italiana 24 (1902), S. 165
- Per la stoira dei Lanvogti. In: Dass., S. 202–203
- Convenzioni circa la giurisdizione ecclesiastica nelle Tre Valli nel 1616. In: Dass., S. 138–148
- Della denominazione de' canonicati di Biasca. In: Dass., S. 201–202
- Das projektierte Kollegium Karl Borromäus in Altdorf. In: Monat-Rosen 47. Jg. (1902/03), S. 24, 351
- Der heilige Karl Borromeo und die schweizerische Eidgenossenschaft. Korrespondenzen aus den Jahren 1576–1584 (Ambrosiana F 135-F 175), nebst Beiträgen zur Geschichte der Wirksamkeit und der Verehrung des Heiligen in der Schweiz (1903)
- Spigolature dall'Archivio cantonale di Friborgo. In: Bollettino storico della Svizzera italiana 25 (1903), S. 25–28
- Strano archivio! In: Dass., S. 85f.
- Pompeo Campagnano di Musso creato cittadino friborghese. In: Dass., S. 156–157
- Ticinesi nella scuola del convento di Engelberg. In: Dass., S. 164f.
- Bernhard Fleischlin. Studien und Beiträge zur Schweizer. Kirchengeschichte. In: Monat-Rosen 48. Jg. (1903/04), S. 78
- Il pittore Francesco Antonio Giorgioli di Meride. In: Bollettino storico della Svizzera italiana 26 (1904), S. 167–168
- Zwei kanonistische Gutachten aus dem Entlebuch. (Zum Eherecht vor Trient). In: Der Geschichtsfreund 59 (1904), S. 177–180
- Liturgische Taufsitten in der Diözese Konstanz. In: Dass. 60 (1905), S. 1–151 [Beilagen S. 73–151]
- Zur Schul- und Theater-Geschichte von Uri. In: Dass. 61 (1906), S. 189–220
- Ritter Melchior Lussy: Gedenkblatt zum dreihundertsten Todestag. In: Dass., S. 269–281
- Gestalten aus der Morgendämmerung einer neuen Zeit (1906)
- La morte del cardinale Pozzobonelli comunicata al cantone di Nidwalden (1783). In: Bollettino storico della Svizzera italiana, 28 (1906), S. 33
- Ritter Melchior Lussy. Ein Lebensbild. Auf den 300. Todestag Lussys (1906)
- Die Schicksale des kath. Kultus in Zürich seit Ausgang der Reformation bis zur Gründung einer neuen kath. Pfarrer (Dissertation,  Freiburg i. Ue. 1907)
- Elogi di Landfogti urani. In: Bollettino storico della Svizzera italiana 29 (1907), S. 35–38
- Die sechste Jahrhundertfeier des Rütlischwures begangen auf dem Rütli Sonntag den 13. Oktober 1907 (1908)
- Die Burgerbruderschaft zu Beckenried (1909)
- Einige Aktenstücke zur Geschichte des Römerkrieges von 1557. In: Der Geschichtsfreund 64 (1909), S. 275–292
- Das Bürgerhaus in Uri (1910)
- Kardinal Karl Borromeo in seinen Beziehungen zur alten Eidgenossenschaft. Gedenkblätter zur dritten Jahrhundertfeier seiner Heiligsprechung. Teil 1. In: Der Geschichtsfreund 65 (1910), S. 217–288. Teil 2. In: Dass. (1911), S. 1–170
- Die Geistlichen des Sextariates Luzern von 1588 bis um die Mitte des 17. Jahrhunderts. In: Zeitschrift für Schweizer. Kirchengeschichte 8 (1914), S. 161
- Zur Geschichte des Landkapitels Bremgarten im 15. und 16. Jahrhundert . In: Dass. 9 (1915), S. 183, 10 (1916), S. 80
- Zugerische Primizen von 1627–1701. In: Dass. 9 (1915), S. 219
- Das Inventar der St. Peterskapelle von 1722. In: Anzeiger für Schweizer. Altertumskunde (1915), S. 254–259
- Ein Bettelbrief für das Treibhaus (1658). In: Der Geschichtsfreund 70 (1915), S. 305–311
- Ein Studentenbrief von 1847 (Josef Gisler). In: Freiburger Geschichtsblätter 22 (1915), S. 134–138
- Sonetti in lode di landfogti dei Tre Cantoni. In: Bollettino storico della Svizzera italiana 35 (1915), S. 14–17
- Das Schlachtjahrzehnt von Uri (1916)
- Zeugnisse über den Besuch des heiligen Karl am Grabe des sel. Nikolaus von Flüe. In: Der Geschichtsfreund 71 (1916), S. 233–256
- Das silberne Bild des seligen Nikolaus von Flüe in der Stiftskirche zu Luzern. In: Dass. 72 (1917), S. 129–141
- Die Agenda der Pfarrkirche Altdorf vom Jahre 1782. In: Dass. 72 (1917), S. 143–158
- P. Martin Gander von Beckenried (1918)
- Klosterfrauen aus Graubünden in Attinghausen und Altdorf (1918)
- Ein Studentenbrief aus Münster in Westfalen vom Jahre 1869. In: Monat-Rosen 63. Jg. (1918/19), S. 331
- Andenken an die Jahresversammlung des Historischen Vereins der fünf Orte und der Schweiz. Gesellschaft für Volkskunde in Seelisberg, Montag, den 1. September 1919. Ueberreicht vom Festpräsidenten Dr. Eduard Wymann (1919)
- Aufklärung und Verwahrung des Vorstandes der Krankenkasse für die kantonalen Bauarbeiter von Uri. Eingabe an den hohen Landrat (1919)
- Das Protokoll der Urner Nachgemeinde vom 12. Mai 1737. In: Der Geschichtsfreund 75 (1920), S. 155–164, 79 (1924), S. 181–238
- Aufzeichnungen über den Feldzug der Neapolitaner gegen die römische Republik im Jahre 1849 (1921)
- Burgerbrief der Stadt Zug (1922)
- Aus alten Pilgerbüchern. Andenken an die 3. schweizerische Volkswallfahrt ins Heilige Land vom 29. April bis 21. Mai 1925 (1925)
- Die Urkunden der Pfarrei Wassen. In: Der Geschichtsfreund 81 (1926), S. 51–76
- Das neue Priesterseminar des Erzbistums Mailand. In: Monat-Rosen 72. Jg. (1927/28), S. 326
- Daten und Taten aus dem Leben eines ehemaligen päpstlichen Offiziers (1927)
- Die Reise des Peter Tafur über den St. Gotthard im Juni 1438 (1927)
- Die Aufzeichnungen des Stadtpfarrers Sebastian Werro von Freiburg i. Ue. über die klassischen Altertümer von Rom im Jahre 1581. In: Der Geschichtsfreund 83 (1928), S. 219–238
- Das Kapuzinerkloster San Vittore zu Mailand im Jahre 1581. In: Dass. 84 (1929), S. 268–269
- Adelsbriefe für Urner Familien. In: Histor. Neujahrsblatt von Uri (1928)
- Die zugerische Geistlichkeit vor 100 Jahren. In: Heimatklänge 9 (1929), S. 73
- Studierende aus dem italienischen Sprachgebiet am Jesuitenkolleg in Luzern LU: Ein Beitrag zur Geschichte des geistigen Einflusses des Sankt Gotthardpasses. In: Der Geschichtsfreund 85 (1930), S. 272–324
- Deschwanden und die Gemälde in der Peterskapelle. In: Anzeiger für (Bero)Münster v. 24. Juni 1933
- Neuentdeckte urschweizerische Wappen in Bellinzona (1933)
- Rechnungen des Tales Ursern vom Jahre 1491–1501. Ein Beitrag zur Geschichte des St. Gotthardpasses. In: Der Geschichtsfreund 89 (1934), S. 234–282
- Die Säumerordnung für den St. Gotthardpass vom Jahre 1498. In: Dass., S. 283–291
- Die Studenten der Logik am Jesuitenkolleg zu Luzern im Schuljahre 1651–52. In: Zeitschrift für Schweizer. Kirchengeschichte 28 (1934), S. 148
- Die Rechnungen des Tales Ursern von Jahre 1491–1501 (1935)
- Intorno all'Ospizio del San Gottardo. In: Bollettino storico della Svizzera italiana 11 (1936), S. 121
- Die Pest des heiligen Karolus Borromeo nach einer Tessiner Chronik (1937)
- Die Kapelle und der Hof Sankt Karl bei Zug, die Geburtsstätte des Schweizerpsalms (1937)
- Die Landvogtei von Locarno (1938)
- Heinrich Federer und Karl Borromeo. 1538–1938 (1938)
- Gardehauptmann Kaspar von Silenen meldet den katholischen Orten der Eidgenossenschaft die Wahl Pius (1938)
- Verzeichnis der im September 1798 nach Luzern abgeführten Waffen von Uri. In: Der Geschichtsfreund 94 (1939), S. 213–222
- Pater Mauritius Gisler (1940)
- Altdorfer in der Fremde und Fremde in Altdorf laut Totenbuch von 1730–1795. Ein Beitrag zur Geschichte des St. Gotthardpasses. In: Der Geschichtsfreund 97 (1944), S. 274–315
- Das Hans Crivelli in Uri (1946)
- Kanonikus Gion Cahannes (1947)
- Das Bürgerhaus in den Kantonen Uri, Schwyz und Nidwalden (2. Aufl. 1950, weitere Auflage 1984)
- Ein Heiliggrabkirchlein in der Urschweiz (1950)
- Das Karl Borromeo-Denkmal im Kollegiumshof zu Altdorf. Geschichtliche Beiträge zur Denkmalweihe. Hrsg. von Eduard Wymann (1952)

## Sonstiges
Portrait-Gemälde Wymanns von Ludwig Lussmann im Historischen Museum Uri.